# Gúta
Gúta (hivatalos szlovák nevén 1948-ig Guta, azóta Kolárovo) szlovákiai település a Nyitrai kerületben. Komárom, Ógyalla és Naszvad mellett a Komáromi járás négy városának egyike. Több mint 10 ezer fő lakosával, melynek többsége magyar, a Csallóköz legnagyobb települései közé tartozik.
A város hat részre osztható fel. Ezek a településhez tartozó Császta, Királyrét, Nagysziget, Örtény és Pacsérok. Maga a központ egy egységet alkot.

## Fekvése
A Kisalföldön, a Csallóköz keleti szélén, a Vág és a Kis-Duna folyók összefolyásánál fekszik Pozsonytól, az ország fővárosától mintegy 90 km-re délkeletre.

## Jelképek
A város címere két színből, kékből és ezüstből áll. Rajta a település határában állt erőd vázlatrajza található, amely 1663-ból származik. A város önkormányzata 2012. március 10-én népszavazást tartott a település történelmi nevének visszaállításáról, de az alacsony részvételi arány (39,66̤̤̥%) miatt ez érvénytelen lett.

## Élővilága
A település 2009-ben elnyerte a Környezetvédelmi Miniszter Díját. Határában megközelítőleg 12 000 fa van, az egy főre jutó zöldövezet területe 264 m2.
1934-ben 6 gólyafészket tartottak nyilván, 1954-ben négyet (vagy kettőt), 1968-ban hármat, 1974-ben kettőt, 1984-ben és 1988-ban már csak egyet. Gútán ma két gólyafészket tartanak nyilván, ill. a Béke utcán és Nagyszigeten van egy-egy fészekalátét. 2012-ben a főúton lévő fészekben 3 fiókát figyeltek meg, 2013-ban négyet, 2014-ben hármat, 2015-ben nem volt költés, 2016-ban kettőt. Hidegoldalban 2012-ben nem volt fióka, 2013-ban kettőt számoltak össze, 2014-ben megjelentek, de ismét nem költöttek. 2015-ben 3 fióka volt, 2016-ban nem volt sikeres költés. Ezen kívül Gúta elején volt egy játszófészek. 2020-ban a főúton 4, Hidegoldalban 2 fiókát számoltak össze.

## Története

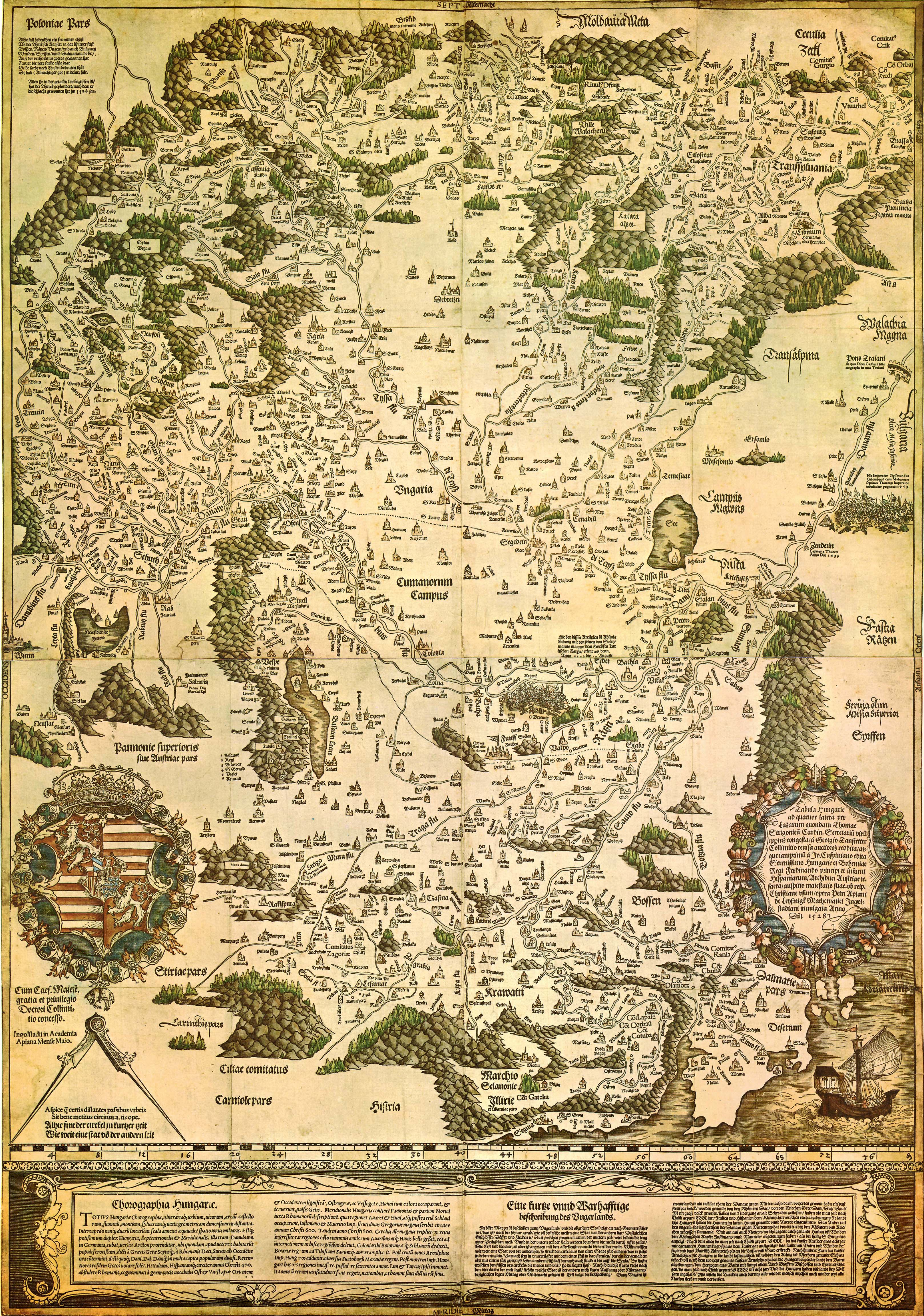
Zamaria 1528 körül (Tabula Hungariae)
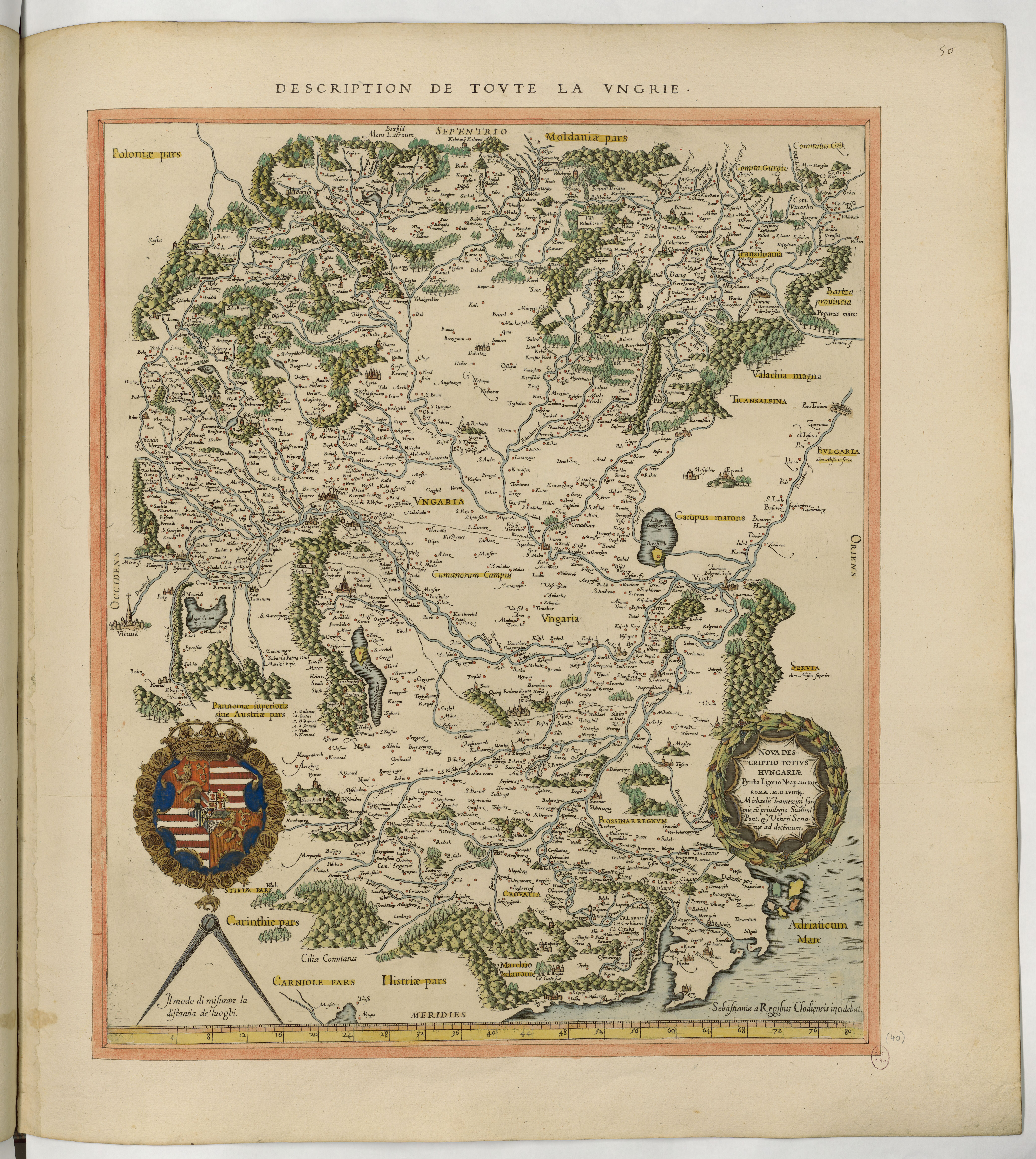
Pirro Ligorio - Nova descriptio totius Hungariae (1559)

A város határában már a hallstatt korban (korai vaskor, i. e. 8–5. század) megtelepült az ember, amit a régészeti kutatások is alátámasztanak. A régi okmányok arról tanúskodnak, hogy a település fekvése az évszázadok során többször is változott. A legelső oklevél, amely Gúta környékére vonatkozik, IV. Béla adománylevele 1252-ből a turóci monostor részére.
A települést először 1268-ban említik először. Villa Gutta az esztergomi érsekség birtoka volt. Nevének keletkezésére többféle magyarázat született: néhányak szerint guta egy betegség neve, amiben a helyiek szenvedtek, mások szerint az arab nyelvből származik és vizenyős, lapályos helyet jelöl, de származtatják a latin gutta szóból, melynek jelentése csepp, vízcsepp. Más értelmezés szerint a név magyar névadású, német személynévi eredetű.
A 14. században létrejött egy másik település is, amelyet Nagy Gútaként emlegetnek. A helyi legendák szerint az Árpád-házi királyok a Tisza mentéről ideköltöztetett lakosokkal növelték a környék népességét. 1311-ben Csák Máté trencséni kiskirály csatlósa, Chellus, Naszvaddal, Szímővel és Bajccsal együtt elpusztította.
A hagyomány és néhány írásos forrás Mária királynő nevéhez fűzi a gútai földsáncok és a Békevár nevet kapó földvár felépítését 1349-ben. Mária királynő azonban 1370-ben született és csak 1382-ben koronázták meg, ezért az 1349-es év vitatható a földvár építési éveként. Közvetlen írásos bizonyíték nem támasztja alá, de valószínűleg 40-45 évvel később épülhetett. Állítólag 1447-ben Beatrix királyné 105 dukátért 21 vizát vásárolt a gútai halászoktól. Ez megintcsak hibás évszám Beatrix uralkodását, sőt életét illetően, ami megkérdőjelezi az adat hitelességét. 1486-ban itt (az eredeti mátyusföldi településen) szállt meg az Esztergomból Pozsony fele igyekvő Cesare Valentini-féle ferrarai hercegségi követség. Giovanni Maria Parenti útinaplója ismét a helyi halászat gazdasági értékét emelte ki.
1551-ben Gútát várossá nyilvánították. Különféle kiváltságokat kapott, többek között évente rendezhetett országos vásárt. 1557-ben Naszvaddal együtt ezen adózási kiváltságaiban megerősíttetett. A török hódoltság idején Gúta első települései elpusztultak, a lakosság pedig átmenekült a csallóközi oldalra, oda, ahol Gúta város ma fekszik. A várat 1548-1594 között több alkalommal megerősítették, 1662 és 1664 között pedig barokk stílusban átépítették, korszerűsítették. A városlakók az évszázadok folyamán sokat szenvedtek a török rajtaütésektől, a zsoldos katonáktól és az osztrák seregektől. 1570-ben Nagy Gútán 40 házban 101 személyt, Kis Gútán 17 házban 19 személyt, 1664-ben pedig Nagy Gútán csak 27 háztartásban 44 fejadófizető személyt, Kis Gútán 17 háztartásban 32 fejadófizetőt írtak össze. 1664-ben Montecuccoli Gútán is lovascsapatokat állomásoztatott. 1669-ben török egységek kifosztották és felégették Gútát. 1708. július 12-én Bottyán Jánosnak sikerült bevennie a sáncokat és a várat. A fogságba esett várvédőket Érsekújvárba vitték, a várat lerombolták. A pusztítás után a kurucok gúnyosan békák tanyájának, „békavárnak” nevezték a maradványokat. 1715-ben tűzvész pusztította el a települést. 1803-1808-ban ismét várerősítésre került sor, amikor I. Napóleon francia császár hadai veszélyeztették a Csallóközt. Az 1848–49-es forradalom és szabadságharc idején Görgei Artúr csapatai többször is tartózkodtak Gúta környékén.

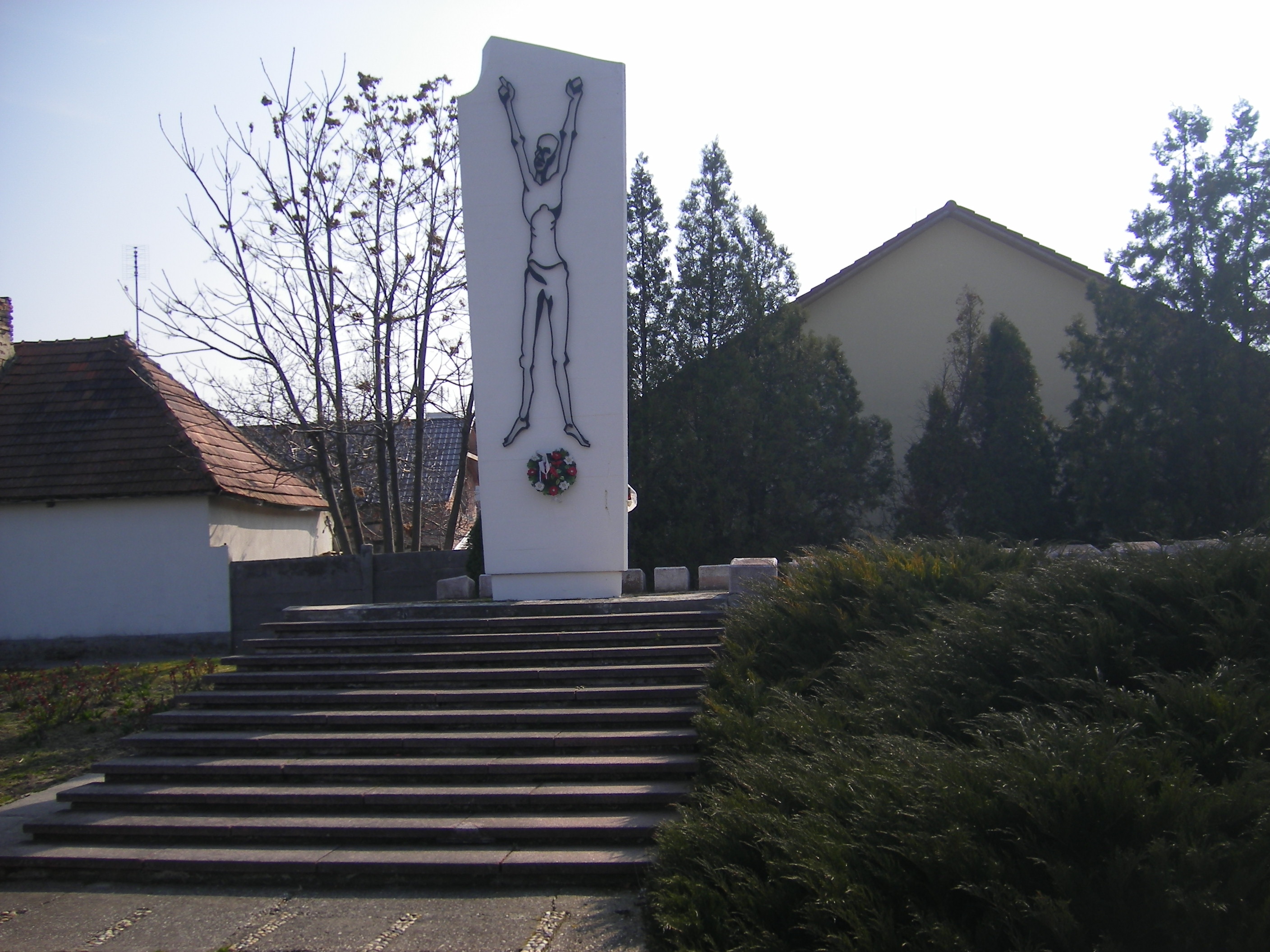
A Dachau és Schönberg koncentrációs táborokba elhurcolt gútai lakosoknak állított emlékmű

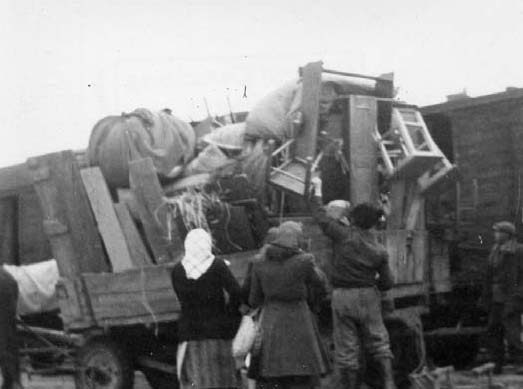
Gútaiak deportálása

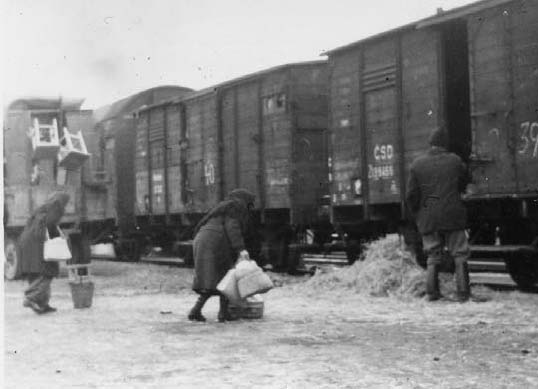
Gútaiak deportálása

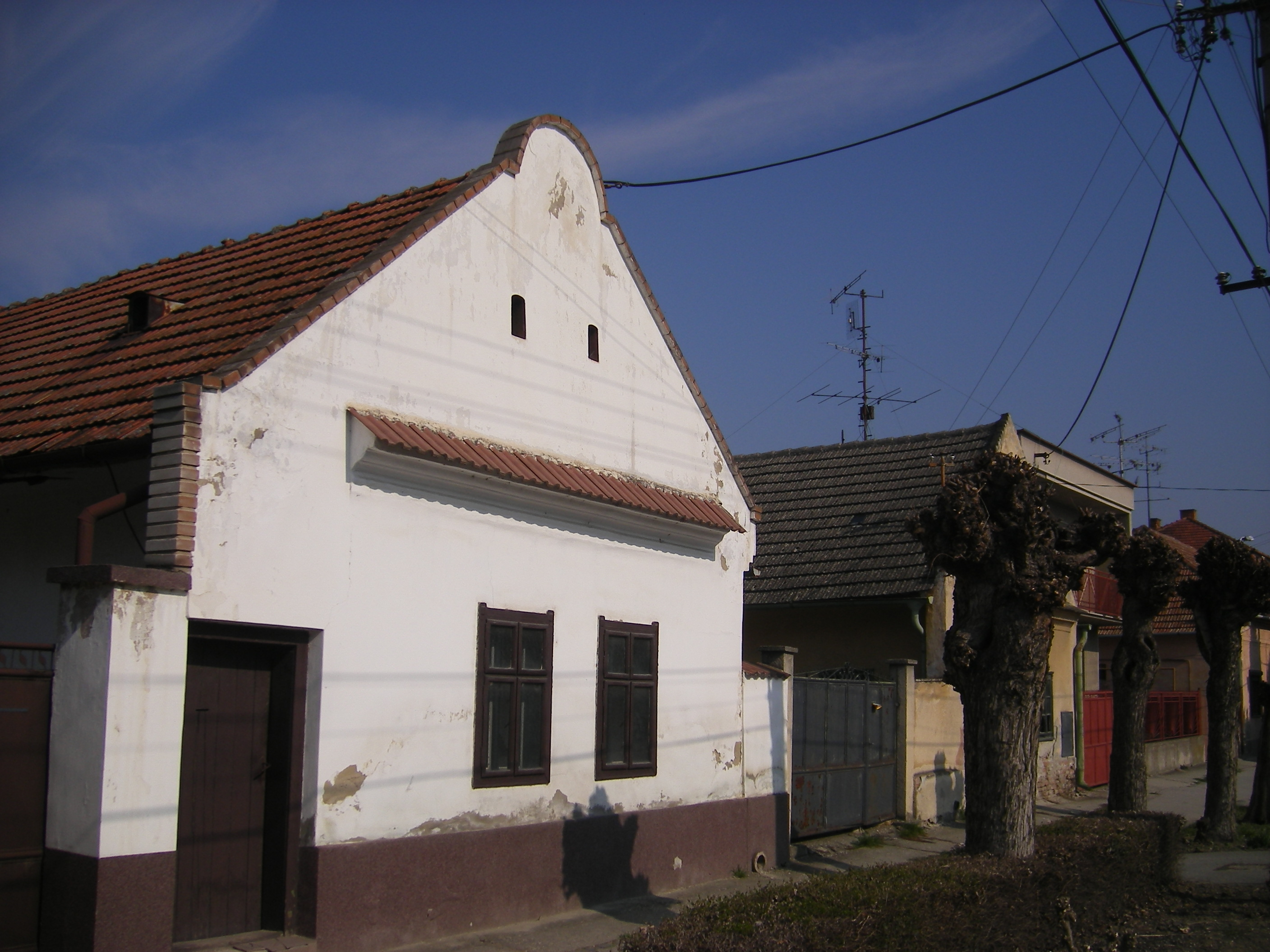
Műemlékké nyilvánított parasztház

A 19. század végén és a 20. század elején a helyi lakosság élete minden területen fellendült. 1886-ban hozták létre a Gútai Önkéntes Tűzoltóságot. 1899-ben nagy tűzvész pusztított. Felépültek az árvízvédelmi töltések, 1915-ben a Kis-Dunán a város mindkét végén átadták a vashidakat. Megépítették a Komáromot Gútával összekötő közutat és vasutat, a gőzmalmot valamint a téglagyárat. Üzembe helyezték a Kohn-féle halászhálógyárat is. A Vágon megindul a személy- és teherszállítás. Ebben az időszakban alakult meg a fogyasztási szövetkezet és az ármentesítő társulat. Az első világháborúban ezerhatszáz gútai lakos harcolt az Osztrák–Magyar Monarchia oldalán, közülük 332-en vesztették életüket. A háború után a trianoni békeszerződés értelmében a Magyar Királyságtól elszakítva Gútát Csehszlovákiához csatolták.
1938 őszén a mozgósításkor a csehszlovák hadseregbe minden hadrafoghatót besoroztak, s mintegy 3 ezer férfit vittek el. A községet az első bécsi döntés értelmében 1938-ban visszacsatolták Magyarországhoz, azonban a második világháborút lezáró nagyhatalmi döntések által 1945-től ismét Csehszlovákiához került. 1947 kezdetén a község 1767 magyar lakosát Csehországba deportálták, majd ezen év nyarától kezdődően további, megközelítőleg 2000 magyar lakosát erőszakkal Magyarországra telepítették át, elsősorban Mezőberénybe, Medgyesegyházára és Pitvarosra. A kitelepített magyarság helyére Magyarországról önként áttelepülő szlovákok érkeztek. A háborút követő magyarellenes intézkedések hatására ezenkívül további 700 lakosa reszlovakizált.
1948 augusztusában a falu nevét a szlovák hatóságok hivatalosan Kolárovo-ra változtatták, állítólag a helyesírásra nem ügyelve, Kollár János klasszicista költő és lelkész után. 1954-ben a község határából különválasztottak egy részt Ifjúságfalva (Dedina Mládeže) néven. A vitathatatlan fejlődés ellenére az akkori Csehszlovákia legnagyobb falva megtartotta mezőgazdasági jellegét. Építészeti szempontból földszintes vályogházak jellemezték.
Jóllehet a lakosság igen tapasztalt volt az árvizekkel való harcban, 1965-ben mégis meglepte őket egy olyan pusztító áradat, amely a mai napig ott szerepel emlékeik többségében. A város krónikája az alábbiakat őrizte meg az árvízről:
1965 tavasza rendkívül esős volt. A Vág és Duna vízszintje állandóan növekedett. Május közepén árvízkészültséget rendeltek el. Június 17-én a Duna vize átszakította Csicsónál a töltést. Újabb védőgátakat emeltek, megkezdődött a harc a községhez kérlelhetetlenül közeledő természeti elemmel. Június 19-én megkezdték a gyermekek és az idős emberek evakuációját. A községből 1800 személyt szállítottak el. 1965. június 25-én a víz átszakította a töltést, és Gúta néhány óra elteltével víz alá került. A felbőszült ár lerombolt minden házat, amely az útjában állt. A lakosok csak a legfontosabbat mentették meg, gyakran csupán a puszta életüket. 10687 lakosból addigra már csak 620 maradt a településen. Két hónap elteltével, amikor a víz leapadt, feltárult Gútán a pusztulás szörnyű képe. A községben 768 ház dőlt össze, 1568 súlyosan megrongálódott, csak 107 hajlék maradt ép.
Megkezdődött a károk felszámolása. Csehszlovákia különböző részeiből jött a segítség. Az újjáépítésben leginkább Prága, Pozsony és Brünn, de az olomouci, nagyszombati, nagytapolcsányi és az érsekújvári járás is segített. Új családi házak épültek, hiszen ebben a helyzetben ez volt a legfontosabb. 1965 végén már 175 családi ház állt. A lakossági ellátás intézményeinek felújítását 1966-ban kezdte meg a község. Elkezdődött a 12 osztályos alapiskola és a 200 személyes diákotthon építése, épülni kezdett a két óvoda és a bölcsőde, felépült az egészségügyi központ és a benzinkút. Megkezdték a község csatornázásának építését és a távfűtés rendszerének lefektetését. A gútai gyermekek az 1965/66-os tanévben Csehszlovákia különböző községeiben, üdülőhelyein térítésmentesen tanulhattak.
1967-ben kezdődött a kultúrház, továbbá az új üzletközpont építése. Megkezdték az utak javítását, felállítottak egy gömbkutat (hidroglóbusz), és korszerűsítették a villanyvezetéket. Két év sem kellett, és a község felépült romjaiból az ország lakosságának és üzemeinek önzetlen segítsége nyomán.
Az árvíz által elpusztult község megújulása, megváltozott arculata, valamint az a tény, hogy közeledett Gúta első írásos említésének 700. évfordulója, nem maradt visszhang nélkül a legfelsőbb politikai és társadalmi körökben sem. 1967. október 14-e a település egyik legjelentősebb napja lett, mivel ismét visszakapta városi rangját. Egy krónikás az ünnepről az alábbiakat jegyezte fel:
Az ünnepi hangulat már reggel óta tartott, bár az ünnepélyes várossá nyilvánítást csak a délutáni órákra tervezték. Gúta lakosait reggel friss fúvószene ébresztette és csalogatta ki a térre, ahol már valódi ünnepélyes hangulat uralkodott. Az ünnepségen becses vendégek vettek részt, kerületi és járási politikai vezetők, valamint azoknak az üzemeknek és intézményeknek a képviselői, amelyek a város újjászületését segítették. A városnézés után a Szabadság téren leleplezték az árvíz emlékművét, Nagy János szobrász alkotását, melynek címe „Anyaföld”, és amely a Csallóköz termékeny földjét, az itt élő emberek kitartását jelképezi. Az ünnepségen Alexander Dubček mondott beszédet, és átnyújtotta Jányi Jánosnak, a HNB elnökének a várossá nyilvánításról szóló okiratokat.
A város lakosságának és építőinek igyekezete, hogy fellendítsék Gútát, nem veszett kárba. Az 1968-75-ös évek elmúltával, a Duna-akció összes építkezésének befejezésével megszilárdultak a város belső viszonyai, és megjavult a lakossági intézmények működése is. 1965 után teljesen megváltozott a főtér képe, amely a fejlődő város méltó központjává vált. A tér közepén álló adminisztrációs épületet 1975. augusztus 23-án adták át, így a nagyközönség és a hivatalnokok korszerű közigazgatási központot kaptak. Az épület Járgerský mérnök tervei szerint épült fel. Ma a városi hivatal, a Szlovák Takarékpénztár kirendeltsége és a posta használja az épületet. A teret építészetileg szökőkúttal és az Elemek fellobbanása nevet viselő plasztikával egészítették ki. A tér eredeti épületei közül csak a római katolikus templom maradt meg, és a hivatalnokok felújított lakóháza, amely ma a város lakásalapját gyarapítja. 1974-ben ünnepélyesen átadták rendeltetésének a város új kultúrközpontját is.
A város dinamikus fejlődésének időszakában egyidejűleg kellett új házakat építeni a fiatal családok számára, a polgári ellátás intézményeinek, de ugyanúgy meg kellett építeni a kultúra és a sport céljait szolgáló építményeket is. Gyors tempóban épültek egész háztömbök, lakótelepek, amelyek azután a baráti összefogás városainak nevét viselték, mint például Prágai tér és Brünni tér. Napjainkban a városnak 700 lakása van lakóházakban. A város sok utcával büszkélkedhet, amelyekben korszerű családi házak állnak.

## Népessége
| Év:            | 1994.  | 2004.   | 2014.   | 2024.   |
| -------------- | ------ | ------- | ------- | ------- |
| Emberek száma: | 11 028 | 10 756  | 10 632  | 10 404  |
| Eltérés:       |        | -2,46 % | -1,15 % | -2,14 % |

| Év:            | 2023.  | 2024.   |
| -------------- | ------ | ------- |
| Emberek száma: | 10 428 | 10 404  |
| Eltérés:       |        | -0,23 % |

1880-ban 6097 lakosából 5797 magyar és 9 szlovák anyanyelvű volt.
1890-ben 7088 lakosából 7086 magyar, 1 német és 1 szlovák anyanyelvű volt.
1900-ban 7723 lakosából 7701 magyar és 10 szlovák anyanyelvű volt.
1910-ben 8912 lakosából 8862 magyar és 11 szlovák anyanyelvű volt.
1921-ben 9676 lakosából 9479 magyar és 63 csehszlovák volt.
1930-ban 10 822 lakosából 10 221 magyar és 97 csehszlovák volt.
1941-ben 11 494 lakosából 11 466 magyar és 8 szlovák volt.
1991-ben 11 007 lakosából 9101 magyar és 1796 szlovák volt.
2001-ben a népszámlálás alapján Gúta 10 823 lakosából 8742 magyar és 1890 szlovák. 5372 volt férfi és 5451 volt nő, ebből a gazdaságilag aktív személyek száma 5612 fő volt. A népszámlálási adatok szerint a népesség feloszlása a következő:
2011-ben 10 696 lakosából 8201 magyar, 2083 szlovák, 67 cigány, 53 cseh és 271 ismeretlen nemzetiségű volt. Ebből 8395 magyar, 1532 szlovák, 112 cigány, 46 cseh és 589 ismeretlen anyanyelvű volt.
2021-es népszámláláson 10 572 főt számláltak, amiből 7839 (+239) magyar, 2152 (+196) szlovák, 35 (+19) cigány, 86 (+4) egyéb és 460 ismeretlen nemzetiségű volt.
| Kor szerinti megoszlás            |               |
| Kor                               | Népességszám  |
| iskoláskor (0–14 év)              | 1695 (15,67%) |
| produktív korú férfiak (15–59 év) | 3593 (33,19%) |
| produktív korú nők (15–54 év)     | 3111 (28,75%) |
| nyugdíjaskorú férfiak (60–)       | 846 (7,82%)   |
| nyugdíjaskorú nők (55–)           | 1505 (13,90%) |
| ismeretlen                        | 73 (0,67%)    |

| Nemzetiség szerinti megoszlás |               |
| Nemzetiség                    | Népességszám  |
| magyar                        | 8742 (80,78%) |
| szlovák                       | 1890 (17,46%) |
| roma                          | 71 (0,66%)    |
| cseh                          | 55 (0,50%)    |
| ukrán                         | 3 (0,01%)     |
| egyéb                         | 62 (0,58%)    |

| Vallás szerinti megoszlás |               |
| Vallás                    | Népességszám  |
| római katolikus           | 8246 (76,18%) |
| evangélikus               | 445 (4,11%)   |
| református                | 294 (2,71%)   |
| Jehova tanúi              | 89 (0,82%)    |
| metodista                 | 48 (0,44%)    |
| görögkatolikus            | 18 (0,16%)    |
| ortodox                   | 1 (0,009%)    |
| baptista                  | 4 (0,037%)    |
| más, nem meghatározott    | 153 (1,41%)   |
| vallás nélküli            | 1525 (14,09%) |

## Intézmények

### Önkormányzat

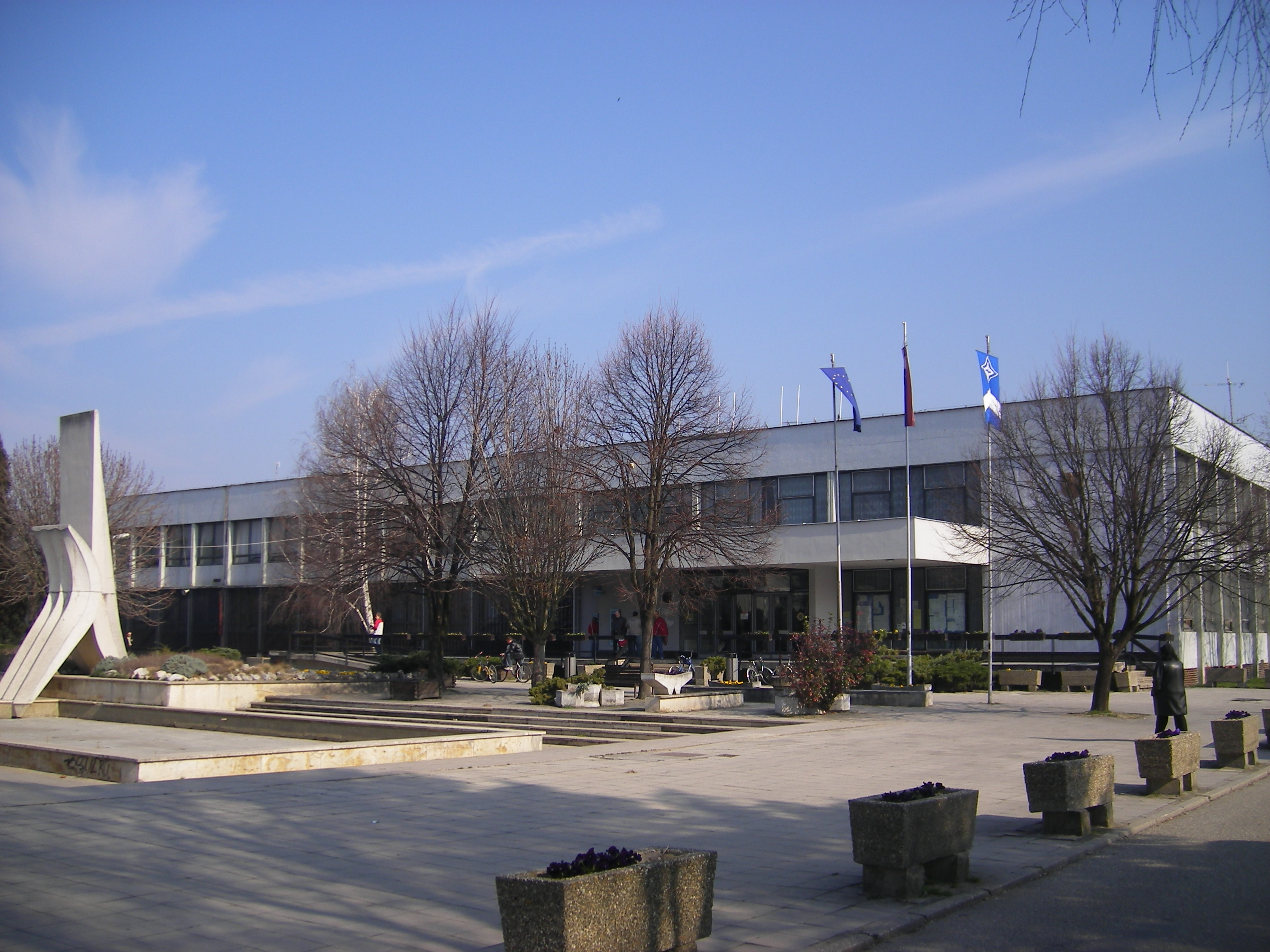
A városháza modern épülete

A 2010-es önkormányzati választások eredményeként 19 tagú képviselő-testületében a Magyar Koalíció Pártja (MKP) 11, a független képviselők pedig 8 helyet szereztek meg. 2014-ben a 17 tagú testületben az MKP-nak 6 képviselője volt, 11 képviselő pedig független.

### Iskolák

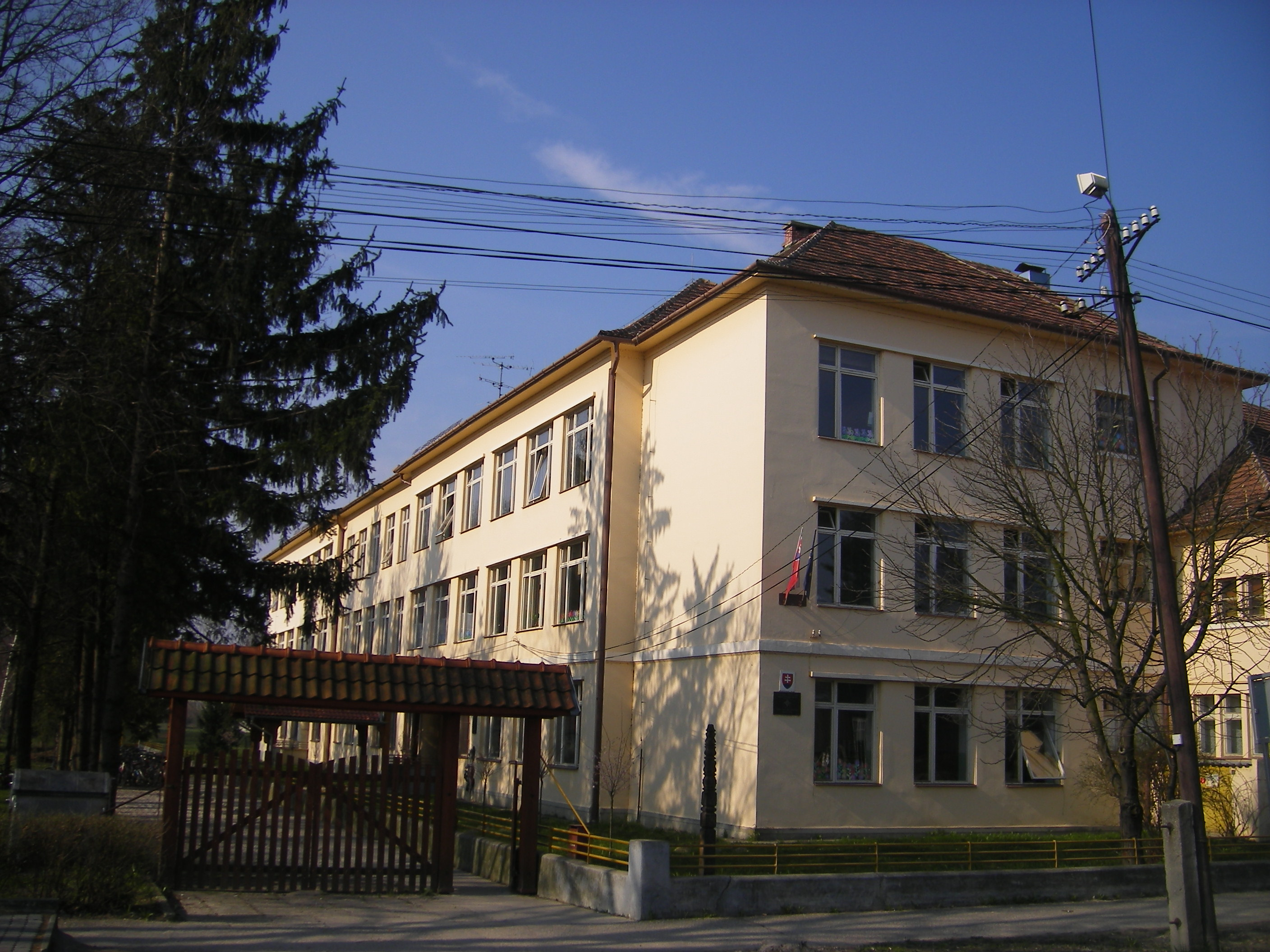
A II. Rákóczi Ferenc Alapiskola

Oktatási intézményeit megközelítőleg 1700 tanuló látogatja.
- II. Rákóczi Ferenc Magyar Tannyelvű Alapiskola, Palkovich utca 3.
- Corvin Mátyás Magyar Tannyelvű Alapiskola, Iskola utca 6.
- Jan Amos Komenský Alapiskola (szlovák tannyelvű), Győr utca 14.
- Művészeti Alapiskola, Templom tér 10.
- Nagyboldogasszony Egyházi Gimnázium és Alapiskola, Brünni tér 15.
- Schola Privata Gutaiensis – Gútai Magyar Tannyelvű Középfokú Szakmunkásképző Magániskola, Szlovák utca 52.

### Egyházak

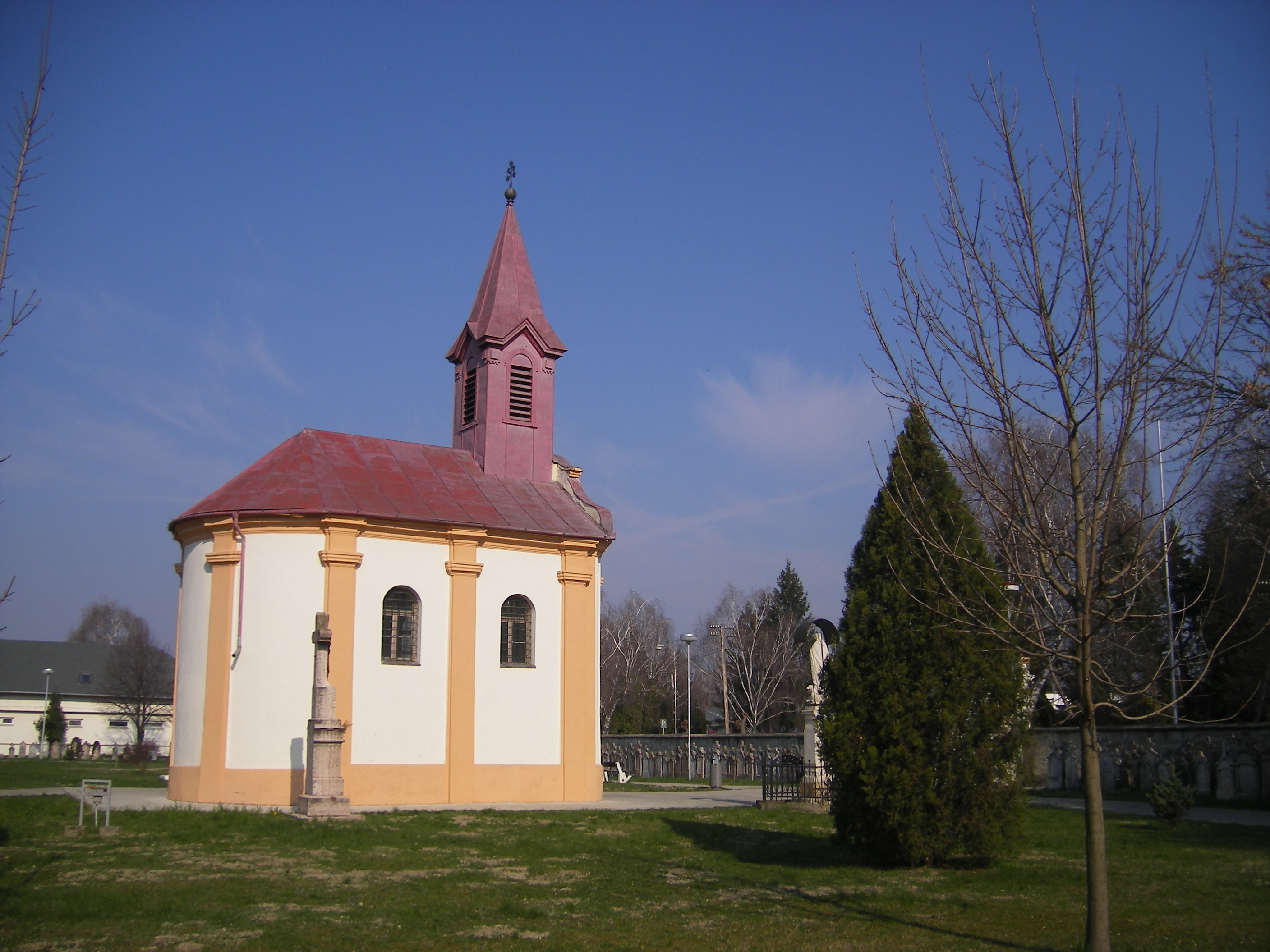
Az egykori temetőben (ma ez a városi park) álló kápolna

- Református Keresztény Missziói Gyülekezet gútai kirendeltsége, Szlovák utca 22.
- Római katolikus egyház, gútai plébánia, Templom tér 17.
- Evangélikus Egyházi Hivatal, Híd utca 26.

### Politika
A 2002-es parlamenti választásokban lakosságának 84,03%-a a Magyar Koalíció Pártját támogatta.

## Gazdaság

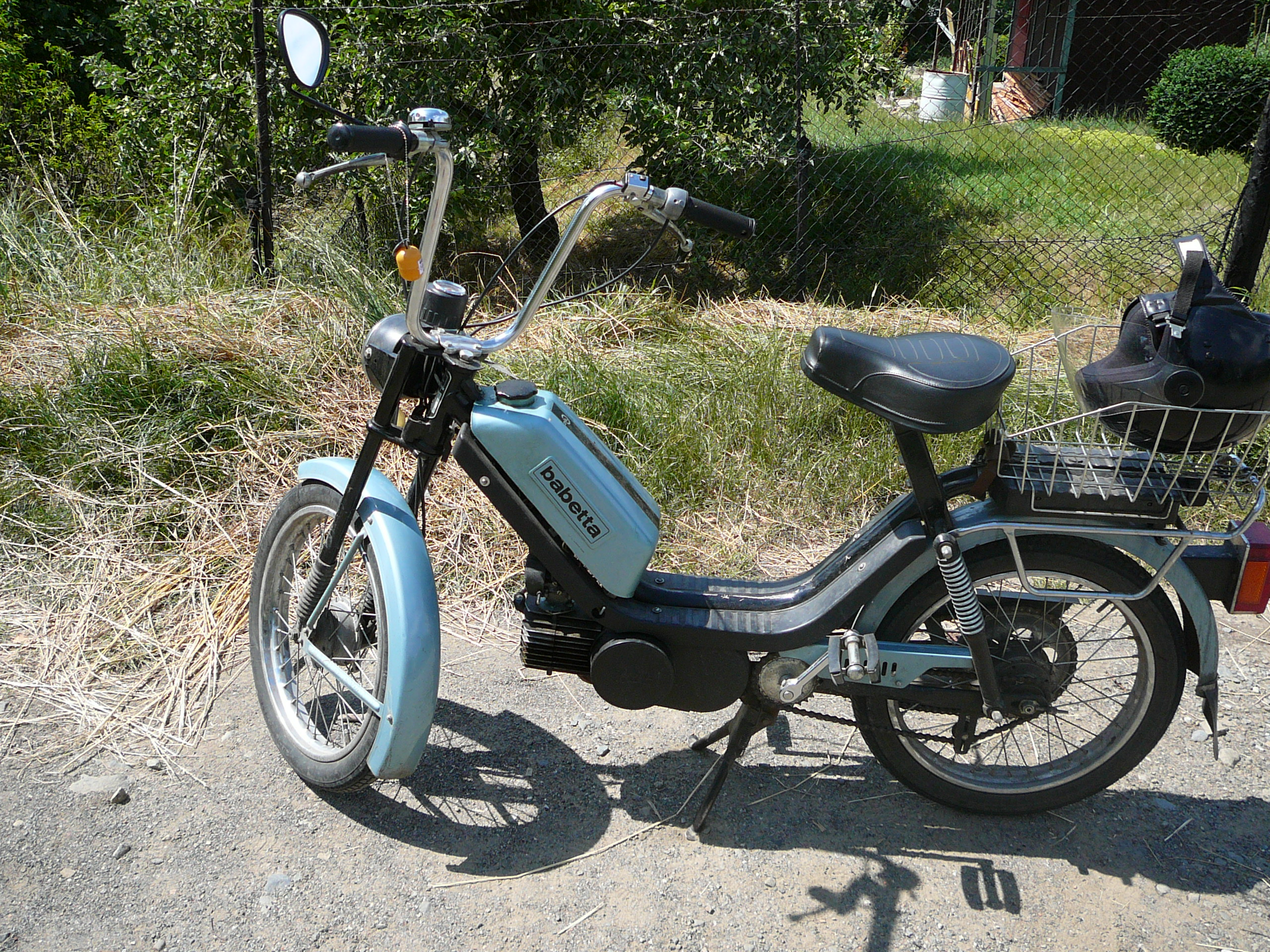
Gútán készülnek a Babetta segédmotoros kerékpárok

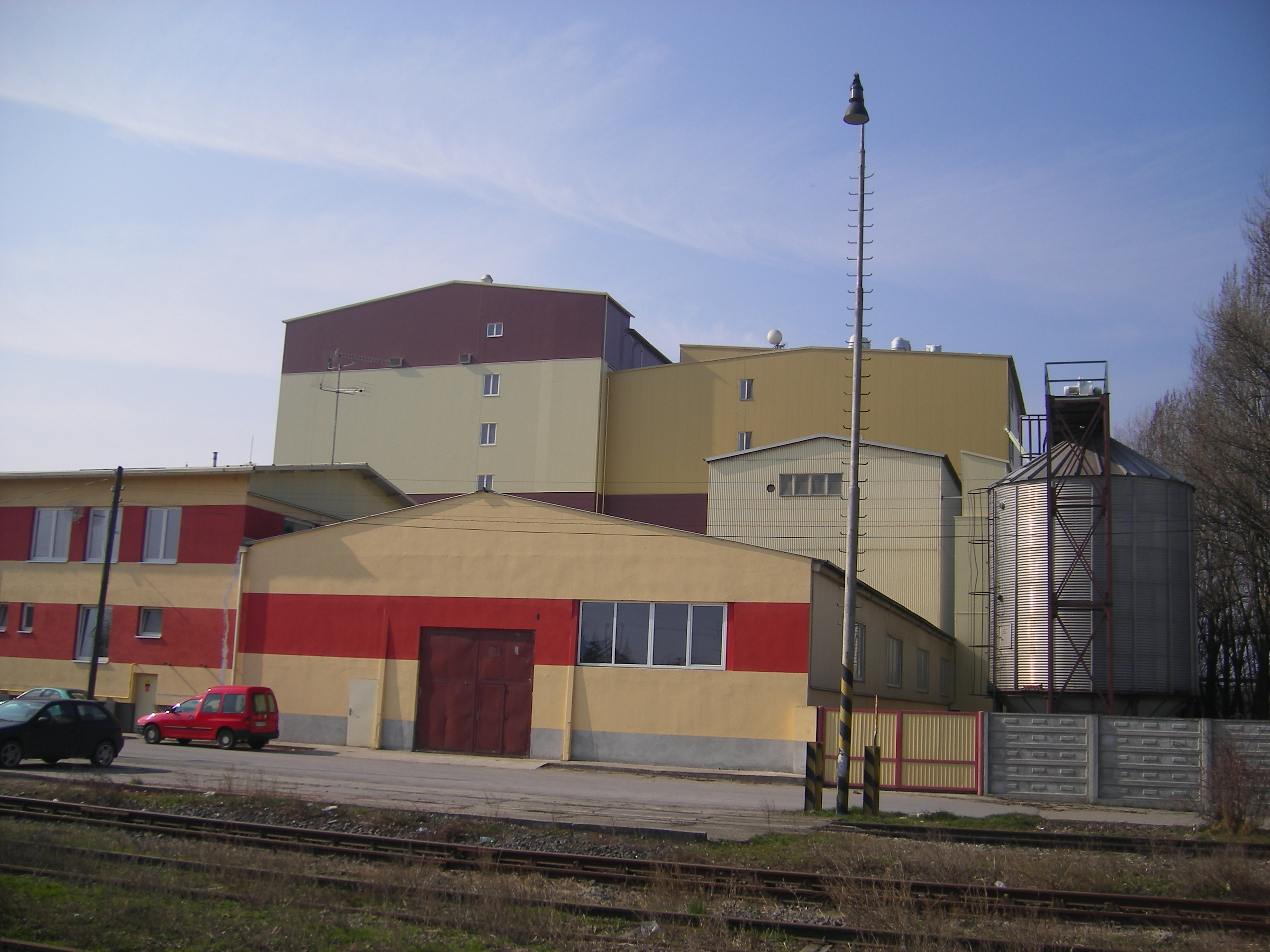
Az új malom épülete

1970 után Gúta a Csallóköz északkeleti területének ipari központjává változott. Ez a változás fokozatosan ment végbe.
A néhai Kohn-üzemből létrejött a Pletatex népi termelőszövetkezet. Az üzem 1969-től bővítette gyártási programját, és a halászati, vadászati cikkeken kívül szőnyegeket kezdett gyártani. A Pletatex a maga idejében Csehszlovákia egyetlen ilyen jellegű üzeme volt. Ma a volt vállalat épületében az Unicol és Beneficus magáncég működik.
Az 1970-es és '80-as évek legjelentősebb ipari létesítménye a szinte világhírű Babetta-mopedeket gyártó üzem volt, amely több mint 900 alkalmazott számára biztosított munkát. Az épületegyüttest szó szerint a „zöld réten” építették fel, ahol a tágas csarnokokat korszerű berendezéssel és technológiával látták el. Azzal számoltak, hogy fokozatosan bővülni fog a gyártás. A gyár üzembe helyezésének időpontjában, 1973-ban még a vágbesztercei nemzeti vállalathoz tartozott, ám idővel önállósult, és gyártmányaik, a Babetták, sok országban népszerűek voltak. A politikai és gazdasági változások után az anyavállalat több részvénytársaságra bomlott. A nemrégiben még virágzó üzem sok dolgozóját munkanélküliség fenyegeti.
A szenci Montostroj gútai kirendeltsége 1979-ben kezdte el a vasszerelvények gyártását. Ma ezt az üzemet a Sara és a Credat magáncég birtokolja.
1979-ben több kis üzem összevonásával létrejött járási gyárban többfajta tevékenységet folytattak, mint például bútorgyártást, fémmegmunkálást és textiláru gyártását is. Szolgáltatásaik közül legfontosabb volt a cipőjavítás, a rádió- és televíziójavítás és a gázszerelési szolgáltatások. A 90-es évek elején ebből a vállalatból alakultak a Kolnáb, Gutex és Gukom állami üzemek, amelyek napjainkban kft.-ként működnek. A helyi gazdálkodás keretében jött létre a kommunális szolgáltatások járási vállalata, amely annak ellenére, hogy sokféle szolgáltatást nyújtott a lakosságnak, jelenleg felszámolás alatt áll. Kiemelt rangja van a helyi efsz-nek, amelyet még 1949-ben alapítottak. A szövetkezet ma több mint 5000 hektár területen gazdálkodik. A kukoricán és gabonaféléken, valamint a műszaki terményeken kívül vörös- és fokhagymát is termesztenek. Az állattenyésztésben főleg a sertések és a szarvasmarha tenyésztése dominál, de különleges baromfitenyészettel is büszkélkedhetnek. 1990 után, amikor a lakosságot elérte az addig ismeretlen munkanélküliség, a város vezetősége az üzemek új hasznosításával próbálja megoldani a gondokat. A vállalkozói tevékenység támogatására a városatyák új ipari övezet tanulmánytervezetét dolgozták ki. Ebben a város méltányos árakon kínál parcellákat megvételre, vállalkozói célokra.
1997-ben kezdte meg (akkor még csak 75 munkással) a termelést az autóelektronikai berendezéseket (BMW, Volkswagen, Mercedes és Chrysler típusú gépkocsik számára elektromos kábeleket) gyártó Kromberg & Schubert vállalat. A „kábelgyárban” 2004 májusában már csaknem 3 ezren dolgoztak, ezzel a járás legnagyobb foglalkoztatójává vált ez a munkavállalók jogait sorozatosan megsértő (többek között a szakszervezet megalakítását megakadályozó) osztrák vállalat. 2008. április 21-én és 22-én a cég dolgozói az üzem előtt sztrájkot tartottak, amelynek célja a jobb munkakörülmények kiharcolása, a fizetések és a túlórabér emelése valamint a diszkrimináció megszüntetése volt. A munkabeszüntetés alatt Andreas Horvath osztrák szakszervezeti képviselő is beszédet mondott. A cég vezetősége végül teljesítette a dolgozók összes követelését.

## Közlekedés

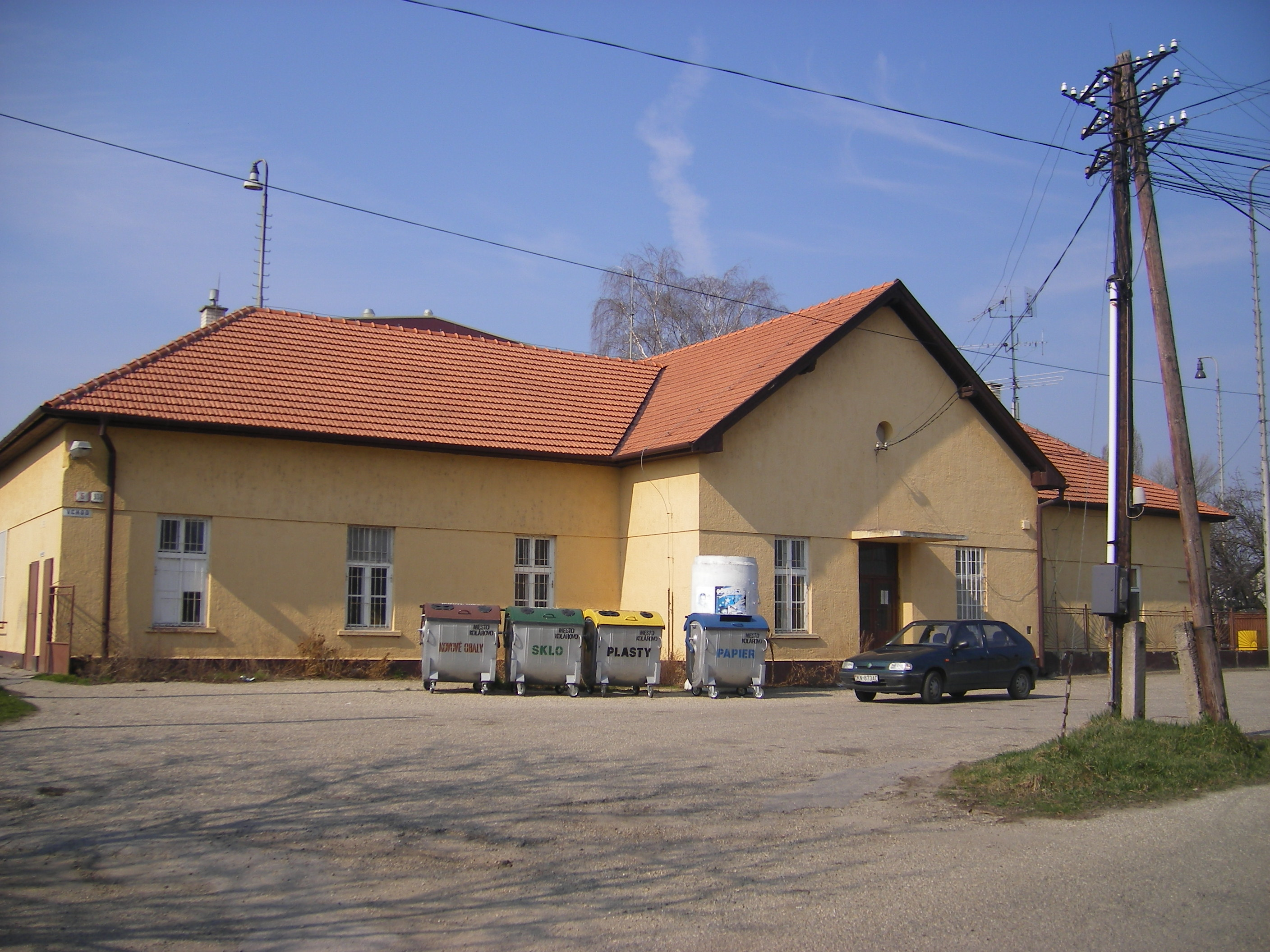
A gútai vasútállomás

A városba négy közúton lehet bejutni: Komárom, Érsekújvár, Vágsellye és Nemesócsa irányából. A Templom téren található buszmegállóból, amit a helyi lakosok csak „nagybuszmegálló” néven emlegetnek, Pozsonyba, Komáromba, Érsekújvárba, Vágsellyére, Nemesócsára, Ógyallára és Szímőre indulnak autóbuszok.
Az első mozdony a Gúta és Komárom közötti vasútvonalon 1914. április 19-én indult el. A vasútnak eredetileg Komáromot és Vágsellyét kellett volna összekötnie, de pénzügyi problémák (mint a Kis-Dunán átívelő híd drágasága) miatt csak a Komárom és Gúta, valamint a Vágsellye és Negyed közötti részek épültek fel. A Gútát Negyeddel összekötő szakasz a mai napig nem készült el. 2003-ban az alacsony kihasználtság miatt a Gúta–Komárom szakaszon a Szlovák Vasutak megszüntette az utasforgalmat, 2007-ben pedig a teherforgalmat is. A vasútállomás épületében jelenleg burkolólapok árusítása folyik.

## Kultúra
A város már több mint 20 éve minden év augusztusában megrendezi a hagyományos gútai vásárt, amely 3 napig tart a művelődési központ épülete előtti téren, a városi parkban és a hajómalomnál. Karácsonykor vásár várja a látogatókat, a lakók minden évben szilveszterkor tűzijátékkal búcsúztatják az óévet, és üdvözlik az új évet.
A városban működik a Gúta TV, amely napi 24 órában sugároz hirdetéseket. Szerdánként a csatorna műsorokat közvetít a város életéről, az aktuális kulturális eseményekről és a városi önkormányzat üléseiről. A hírösszefoglaló ismétlése vasárnaponként látható.
A művelődési központ 1974-ben elkészült épületében található egy előadóterem, amely színházként és moziként egyaránt funkcionál, egy kis méretű kiállítóterem, valamint a rendezvényeken használt kör alakú táncterem, amelyet a helyi lakosok csak „rotunda” néven ismernek.
- Városi művelődési központ, Templom tér 4.

A könyvtár 35 000 kötetet tartalmaz, ezek fele magyar, fele szlovák nyelvű (2006).
- Városi könyvtár, Templom tér 4.

A képzőművészet területén Huszárik Roland kortárs grafikus és festőművész expresszív hatású alkotásai már lassan egy évtizede öregbítik városunk hírnevét. 15 kiállítással és egyedül álló, utánozhatatlan művészetével már rég kilépett e kisváros adta „bezárt” keretek mögül. www.huszarik.eu
A múltat e téren a nemrég elhunyt Obonya Sándor jellegzetes tájképeivel és a fiatalon elhunyt Huszárik Pál (Huszárik Roland édesapja) képviselte.
A táncdalénekesek tehetségkutató versenyét, a Gútai Lírát 1969 óta rendezik meg.

## Sport
Mindegyik szakosztály, legyen az akár hagyományos sportokkal, küzdősportokkal, művészi sportokkal, vagy akár hobbi sportokkal foglalkozó klub, mind önálló költségvetéssel rendelkezik, melyet részben városi támogatásból, a városi önkormányzat által jóváhagyott összegből, egyéb támogatóktól, vagy a pályázatok, illetve központi szervektől befolyt összegből, belépőjegyekből, tagsági illetékekből állítanak össze. Mindegyik szakosztály azonos célkitűzéssel rendelkezik. Céljuk a minél jobb eredmények elérése, és nem utolsósorban az ifjúság nevelése, az ifjúság bekapcsolása az aktív, vagy akár csak az időszakos sportéletbe. Ennek érdekében a szakosztályok mindegyike évente szervez (több alkalommal is) bemutatóval összekötött toborzást a helyi általános iskolák és a nyilvánosság számára.
A helyi sportklubok összefogóereje a városi önkormányzat sportbizottsága, melynek irányítása alatt szervezik meg minden évben a városi sportnapot valamint Kisbér testvérvárosával karöltve a már hagyományos Játék határok nélkül című sportvetélkedőt.
Hagyománynak tekinthető, mégis nagy jelentőséggel bíró esemény, hogy a város önkormányzata minden év februárjában és márciusában kiértékeli az előző év három legjobb ifjúsági illetve felnőtt sportolóját, a három legjobb csapatot, valamint a további eredményes sportolókat. Mindez jelképesen, szolid keretek között zajlik, mégis a kis serleg, az emléklap büszkeséggel tölti el jogos tulajdonosát. Bizonyítják azt a városi krónikába bejegyzett nevek, aláírások és fényképek egyaránt.

## Nevezetességek

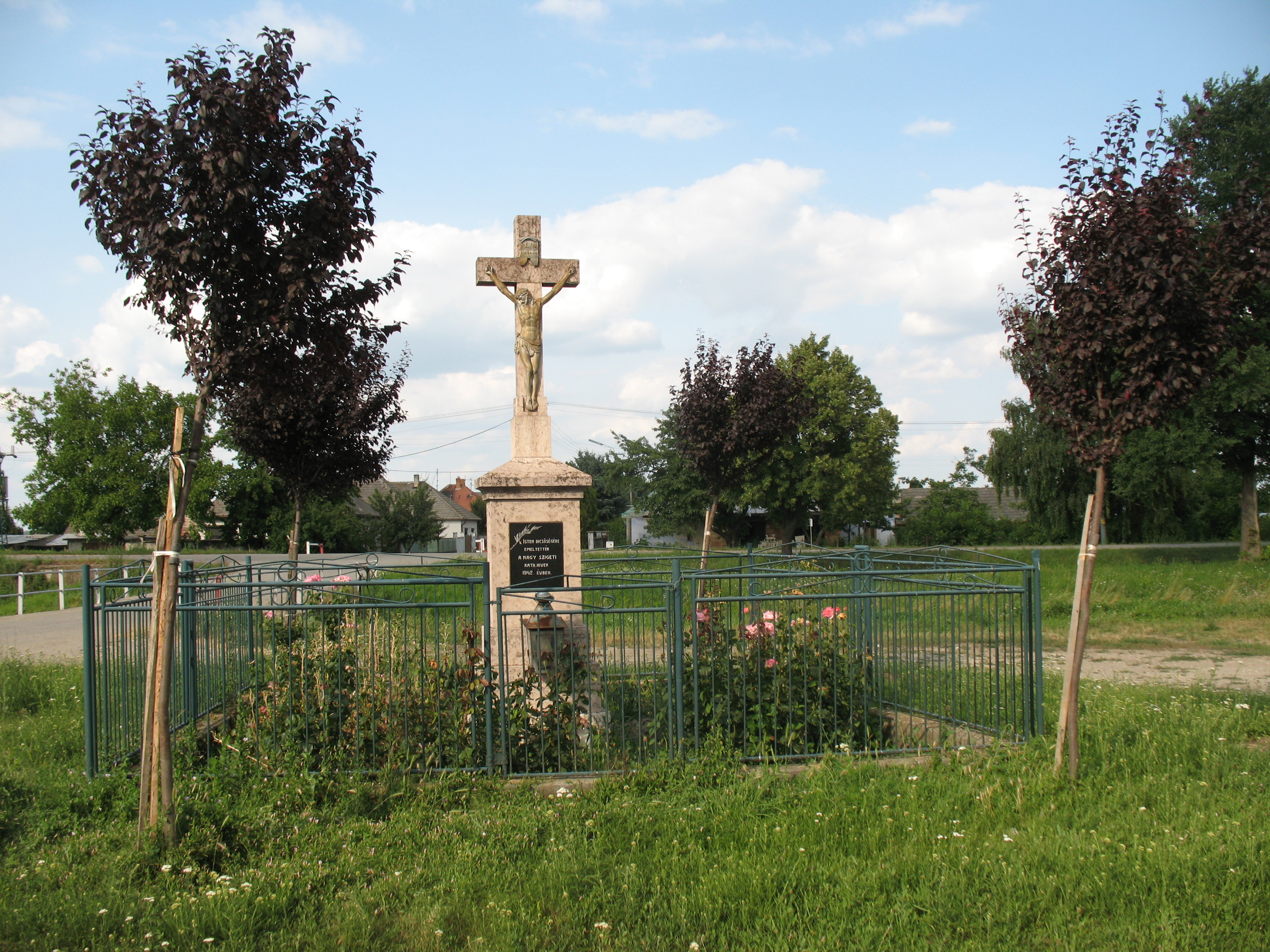
Kereszt Nagyszigeten
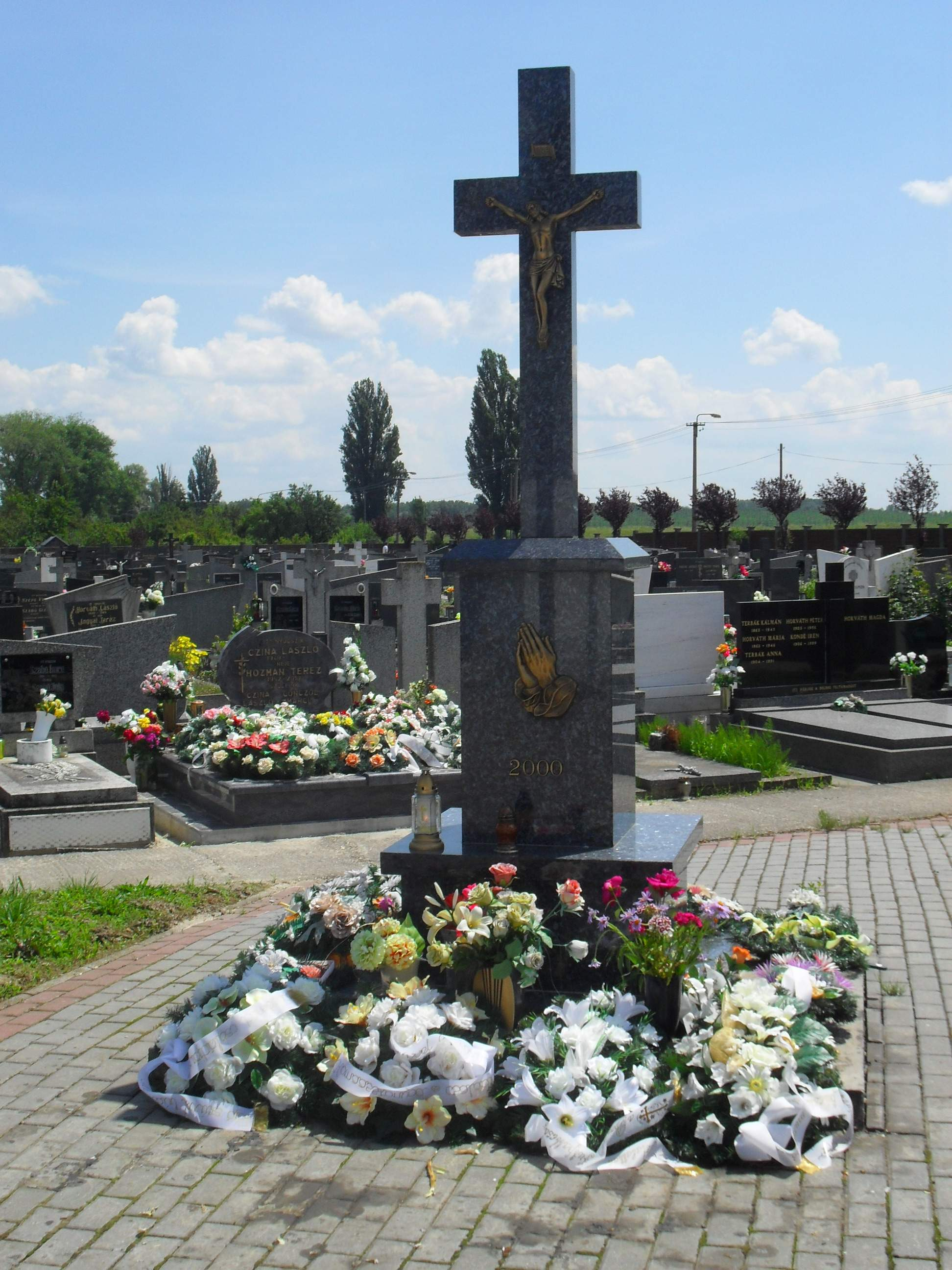
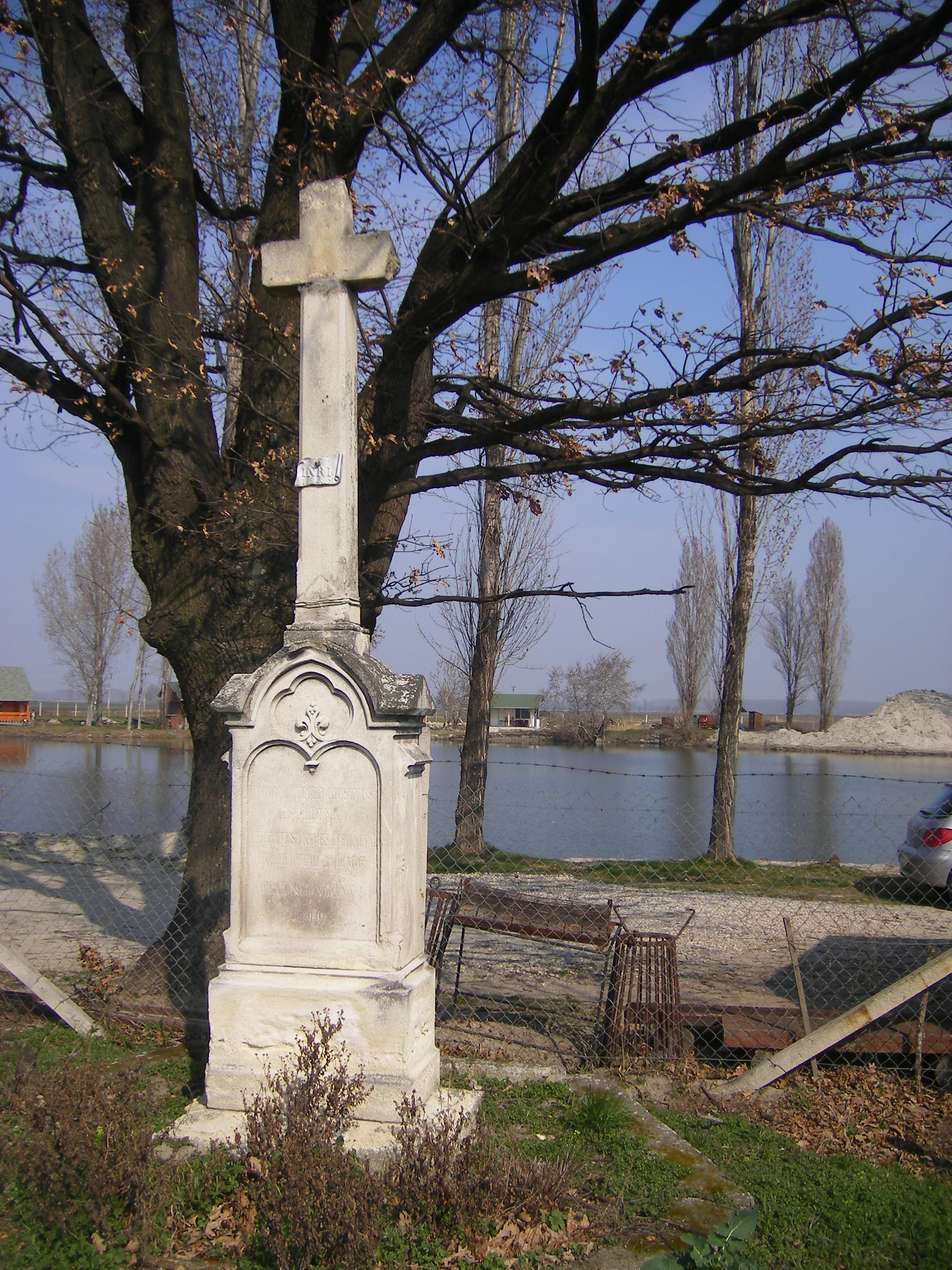
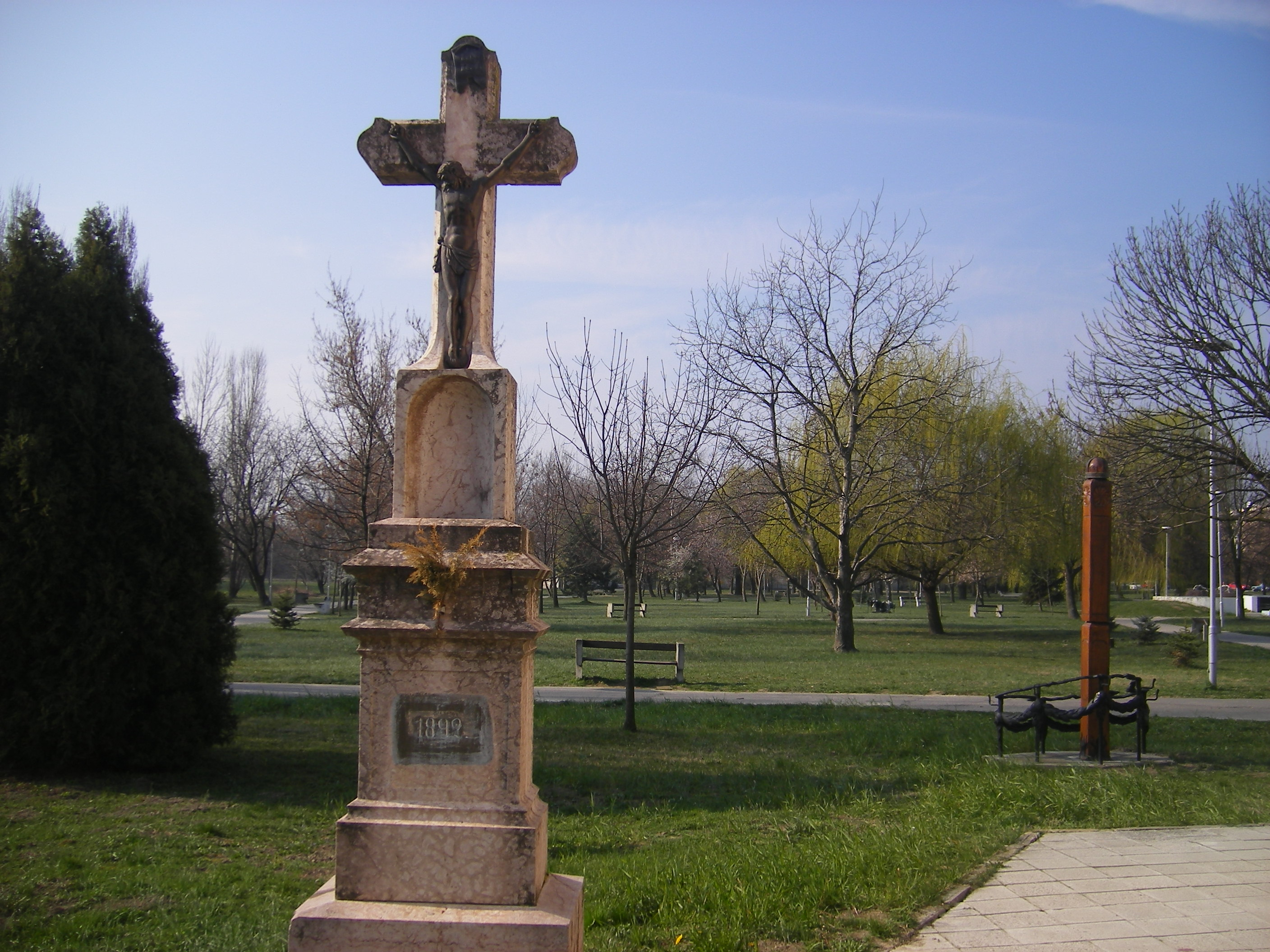
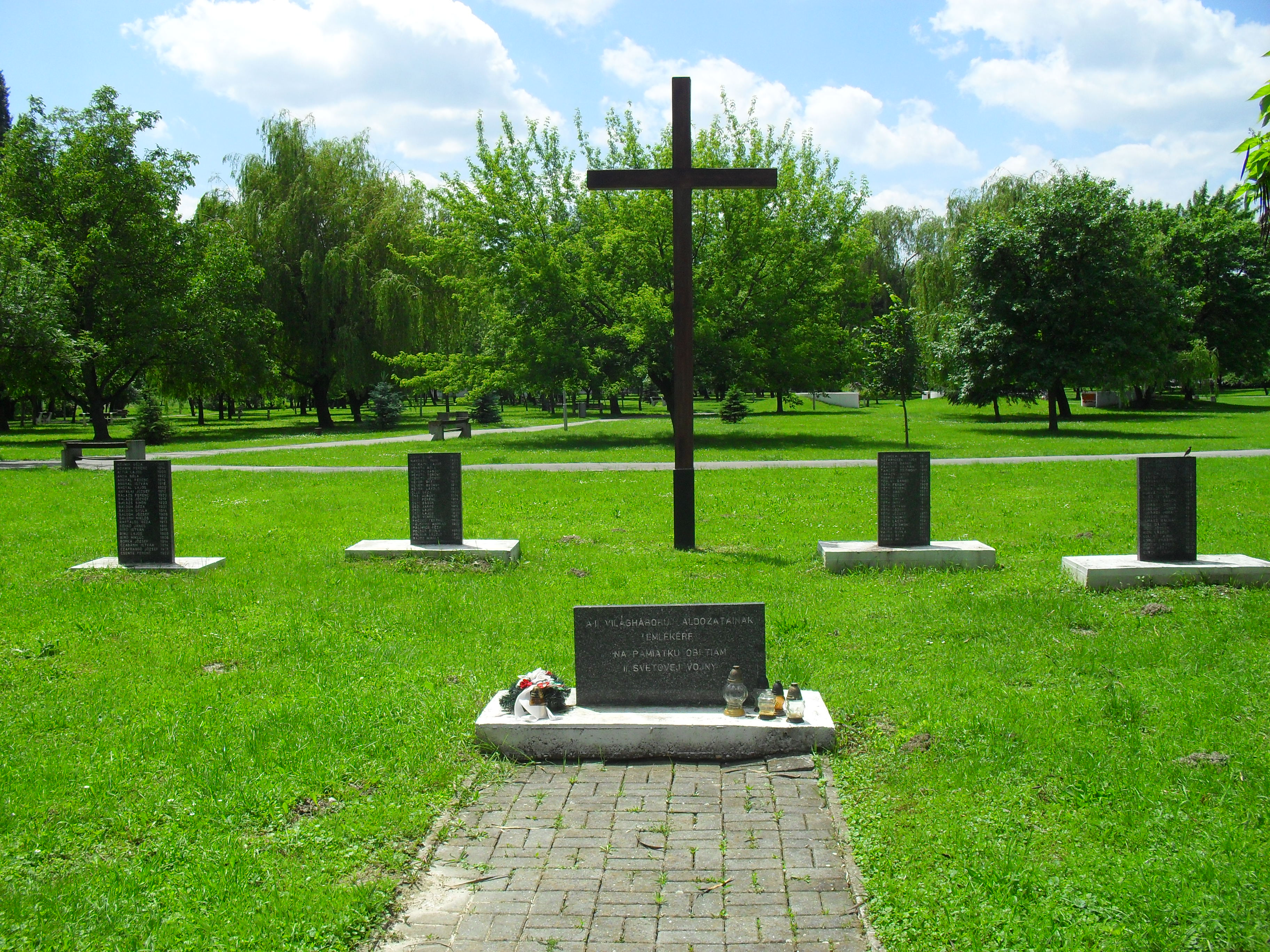
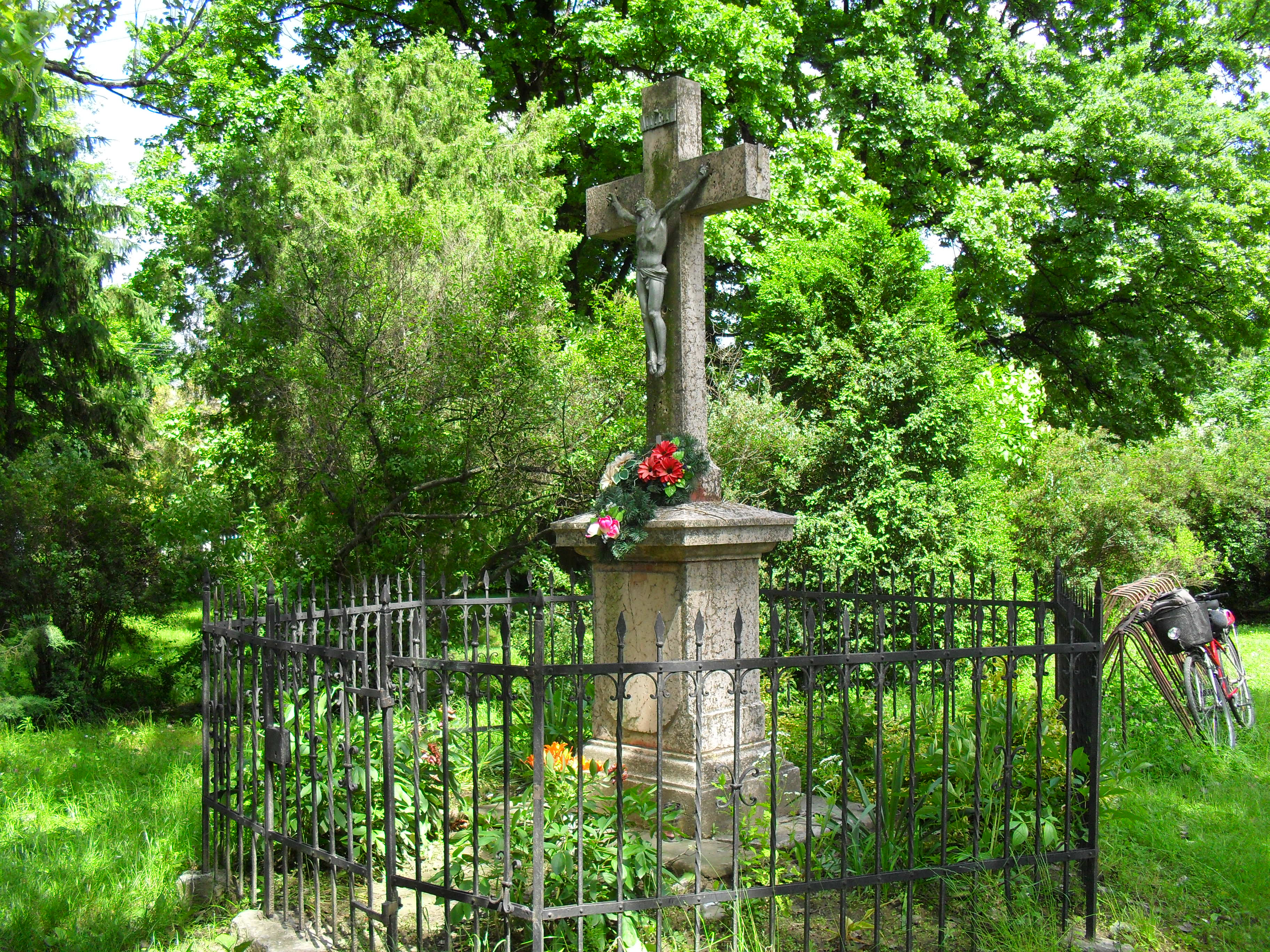

A római katolikus templomot, amelyet Szűz Mária mennybevételének szenteltek, 1723-24-ben építették barokk stílusban, a régebben leégett gótikus stílusú templom helyén. 1772-ben az épületet kibővítették. A 17. századtól a templomot egy kőfal védte, de azt a 20. század 50-es éveiben lebontották. A templom belsejét neobarokkban épült boltív és a Lütgerndorff Ferdinánd által 1832-ben készített, Szűz Mária mennybevételét ábrázoló oltár díszíti.
A volt temetőben (a mai városi parkban) az 1750-es években barokk stílusban kápolnát építettek, amelyhez a volt temetőbe vezető kapun lehet bejutni.
A templomparkban egy 1831-ben épült szentháromság oszlop áll, amelyet a kolera áldozatainak szenteltek. Egy 1835-ben készült, Szent Bálintot ábrázoló szobrot a volt piac bejáratánál építettek fel. Ma, miután számos alkalommal áthelyezték, a kápolna mellett áll. Az első világháborús emlékművet, Rigele Lajos alkotását az 1920-as években készítették. A Dachau és Schönberg koncentrációs táboraiba elhurcolt gútai lakosok emlékműve Reicher János szobrász és Lukačovič István építész alkotása. Az emlékmű eredetileg a városi hivatal mellett állt, de ma már a rózsakertben található. A Földanya szobor, amely Nagy János szobrász alkotása, a művelődési központtal szemben áll. A városházával szemben található az erők találkozása nevet viselő szökőkút, és az emberek összefogását ábrázolja az árvíz idejéről. A második világháború áldozatainak készült emlékmű az elhunytak neveivel a városi parkban található, a kápolnával szemben.
„Békavár” erőd

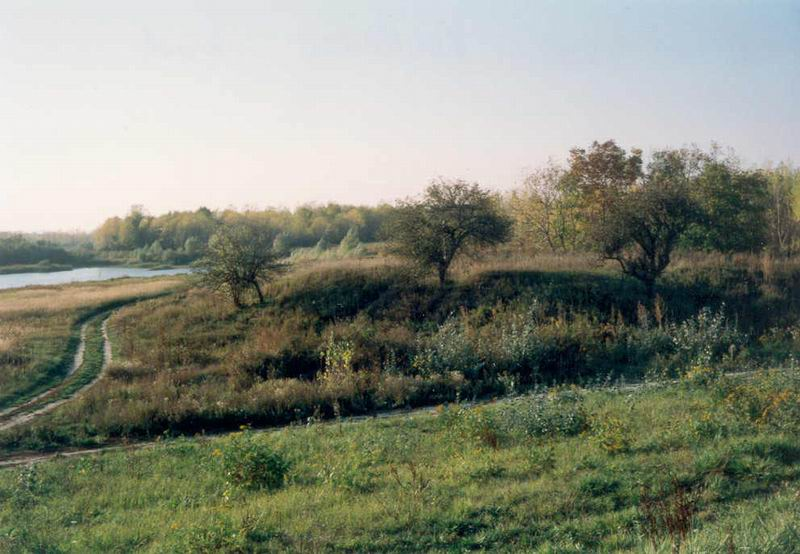
A dombok, amelyeken régen a Békevár állt

A gútai erődítményt a Mária magyar királynő utasítására építtetett vár helyén építették fel. A nagyobb komáromi és érsekújvári erődök mellett a Gútainak mindig kisebb szerepe volt a történelem során. A török megszállás elején, 1527-ben, az erődöt felújíttatta a vár kapitánya, Martonosi Pesthényi György, hogy megvédje azt Szapolyai János seregei elől, aki az Oszmán Birodalmat támogatta. Még abban az évben a Szapolyai János alatt szolgáló Ráskai Gáspár seregei betörtek Gútára, és feldúlták. Néhány év után az erőd az osztrák seregek kezébe került.
1584 és 1594 között a várat olasz hadmérnökök segítségével megerősítették. 1662 és 1664 között a töröktől való félelmükben a várat ismét modernizálták. Ebben az időben, a gútai vár belsejében kőből épült házak álltak.
Hajómalom

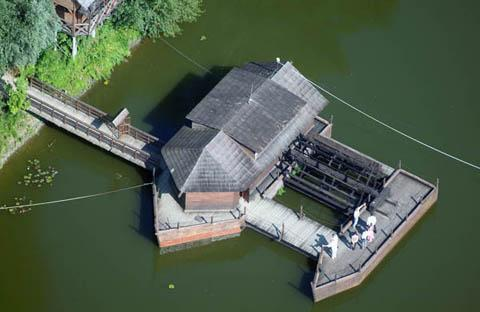
A hajómalom légifotója

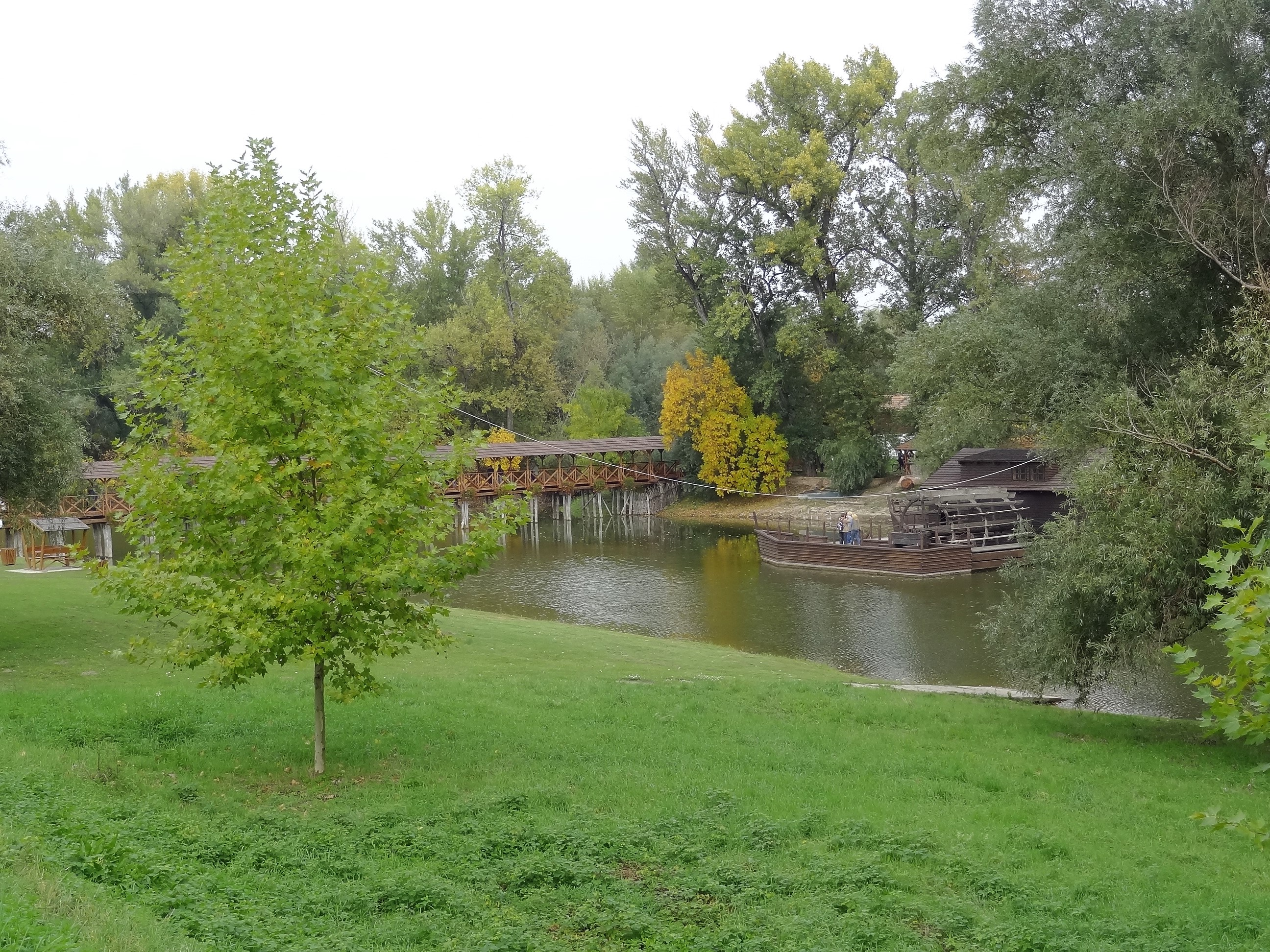
A hajómalom a híddal

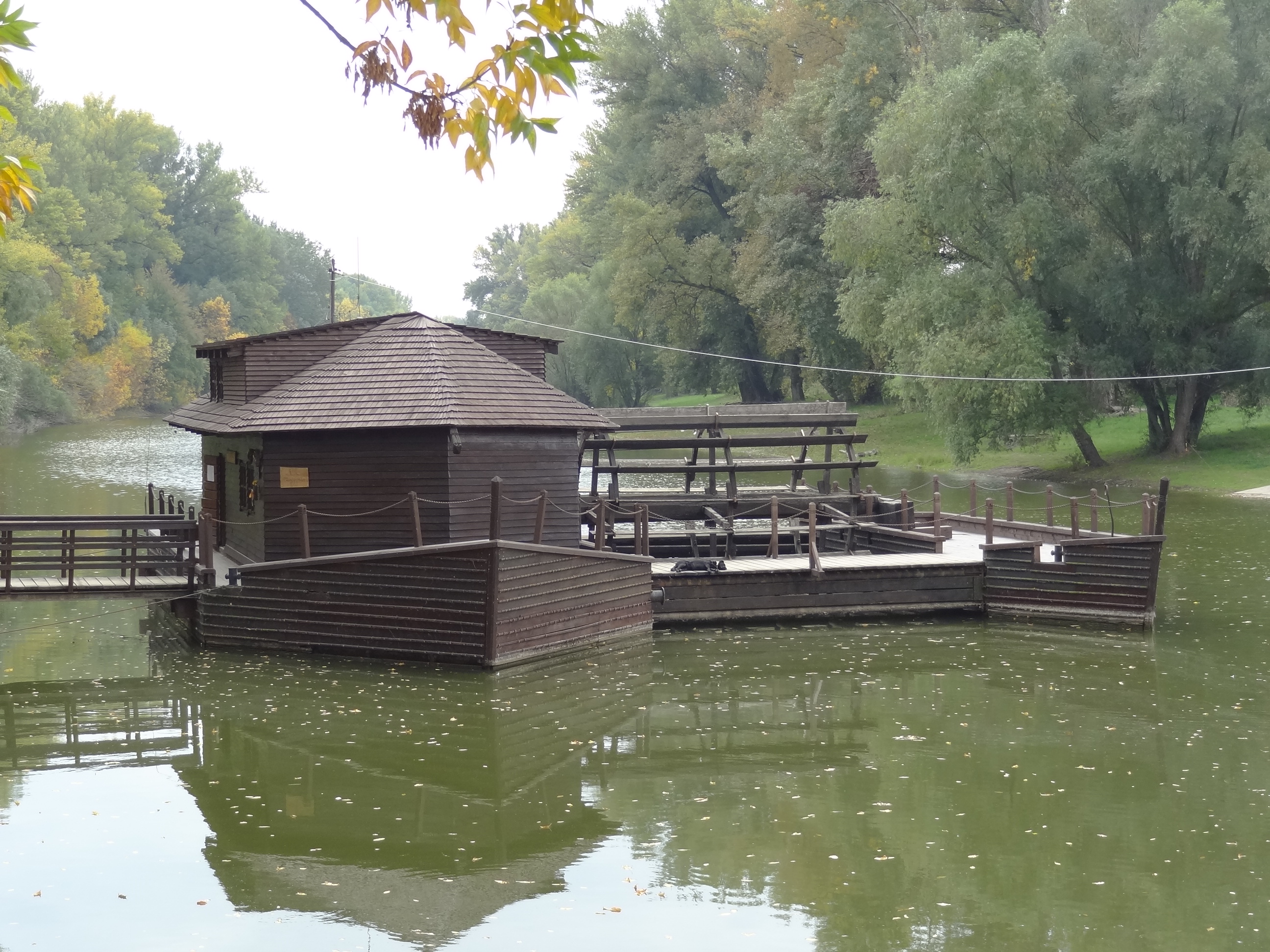
A hajómalom, a hídról felvéve

A Dunán és a Vágon is hazai jogokat élveztek a hajómalmok, de egytől egyig eltűntek, főként a folyószabályozások, a vízierőművek építése és a dunai hajóközlekedés rohamos fejlődése miatt.
A volt Komáromi Járási Építkezési Vállalat 1980-ban felkérte a Pozsonyi Szlovák Műszaki Főiskola Építészmérnöki Karának az építészet elméletével és történetével foglalkozó tanszékét egy hajómalom tervének a kidolgozására. Az az ötlet, hogy kettős csónakra építsék a hajómalmot, az i. e. 6. századból, az ókori Rómából eredt. A Felvidéken a legtöbb ilyen malom a 19. században működött a nagyobb és lassú folyókon. Bizonyos helyeken egész hajómalomszigetek épültek, mint például Komárom környékén, Dunaradványon, Párkányban, továbbá a Vágon, főként Galgóc és Gúta közelében.
A terv kivitelezői számára fontos szempont volt, hogy történelmi hűségre törekedjenek a dunai hajómalom, és annak eredeti, régimódi technológiai berendezése megtervezésében, a legrégibb ismert típus alapján. Elengedhetetlen követelmény volt az is, hogy vegyék figyelembe a Dunán kialakult új feltételeket, például azt, hogy az új létesítmény nem munkára, hanem szemléltetésre, múzeumi célra készül. Ezek alapján kidolgozták a hajómalomnak, mint kiállítási tárgynak a tanulmányát.
A technológiai berendezést megvásárolták és beszerelték, de az erőátviteli berendezést – néhány más alkatrésszel együtt – újjal helyettesítették. Mivel a körülmények nem tették lehetővé a valósághű rekonstrukciót, jelentéktelen mértékben megnagyobbították a malom befogadóképességét a látogatók fogadása végett, de ragaszkodtak az eredetileg tervezett anyagokhoz, a malom táji jellegének megőrzéséhez a legapróbb részletekig. Elvitathatatlan érdemeket szerzett a kivitelezésben a komáromi Szlovák Hajógyár.
A hajómalom 1995-ben a Szlovák Természet- és Tájvédő Egyesület Túzok Alapszervezetének a tulajdona lett. Mint minden hasonló régi műszaki berendezésnek, ennek is az a rendeltetése, hogy bemutassa a szerkezet ötletességét. A jelen számára a leghasznosabb e malmoknak az a képességük, hogy megszerzik a munkájukhoz szükséges energiát a vízből anélkül, hogy ökológiai kárt tennének a tájban. A folyó vizét oxigéndúsabbá, tehát a vízi élővilág számára hasznosíthatóbbá teszik.

## Híres személyek
- 1743-ban itt született Hadaly Károly matematikus.
- Itt élt Magvaši Péter, Szlovákia volt munkaügyi minisztere.
- Itt született 1894-ben Borka Géza költő, író, tanár, lapszerkesztő, színműíró.
- Itt született 1937-ben Dobi Géza zeneszerző, hegedűművész, zenepedagógus.
- Itt született 1942. április 24-én Szabó György válogatott labdarúgó, a Tatabánya egykori játékosa.
- Itt született 1943-ban Adamis Anna költő is, akinek dalszövegeit megénekelte az LGT és az Omega is. Ő szerezte a Képzelt riport egy amerikai popfesztiválról című musical szövegét.
- Itt született 1951-ben Morovics Lajos szlovákiai magyar újságíró.
- Itt született 1982. augusztus 24-én Telekes Péter, Hegedűs Gyula-emlékgyűrűs magyar színművész, a Vígszínház tagja.
- Gútán élt Karcsú Antal Arzén (1827-1893) római katolikus pap, ferences szerzetes, kolostorfőnök, egyháztörténész, helytörténész.
- Gútán élt Gőgh Kálmán labdarúgó.
- Gútán él Vadkerti Imre (1976), aki A Társulat c. szereposztó műsorban megkapta a jubileumi István, a király rockopera előadásainak Koppány főszerepét. 2011-től a Kormorán énekese.
- Itt hunyt el 1836-ban Névery György széki táblai esküdt, plébános, esperes, levéltáros.
- Itt szolgált Babóthy Ferenc (1587 körül – 1632) kanonok.
- Itt szolgált Spátay Gábor (1660 körül - 1722) kanonok, választott püspök.
- Itt szolgált Perényi Károly (1762-1819) címzetes püspök, hétszemélynök.
- Itt szolgált Pethő János (1792–1867) római katolikus plébános.
- Itt szolgált Rendek József (1810-1875) esztergomi kanonok, táblabíró, egyházi író.
- Itt szolgált Fehér János (1823-1887) katolikus pap.
- Itt szolgált Salgó János (1828-1893) római katolikus alesperes-plébános, műfordító.
- Itt szolgált káplánként Perger Lajos (1853-1929) római katolikus plébános, esperes.
- Itt szolgált Bognár Gergely (1868-1947) szentszéki tanácsos, kanonok, plébános.
- Itt szolgált Beszédes Lajos (1898-1984) magyar cserkészvezető, keramikus, főjegyző.
- Itt szolgált Thain János (1870–1930 után) tanító, iskolaigazgató, kántor, anyakönyvvezető.
- Itt szolgált Czigány Imre (1917-1985) plébános, meghurcolt magyar pap.
- Itt szolgált Vladimír Filo (1940-2015) rozsnyói püspök.
- Innét származik Kondé Lajos (1960) magyar római katolikus pap, Csongrád megye díszpolgára.

## Testvérvárosok
- Kisbér, Magyarország
- Medgyesegyháza, Magyarország
- Mezőberény, Magyarország
- Pitvaros, Magyarország[31]
- Galgaguta, Magyarország[31]